# Comic-Con International

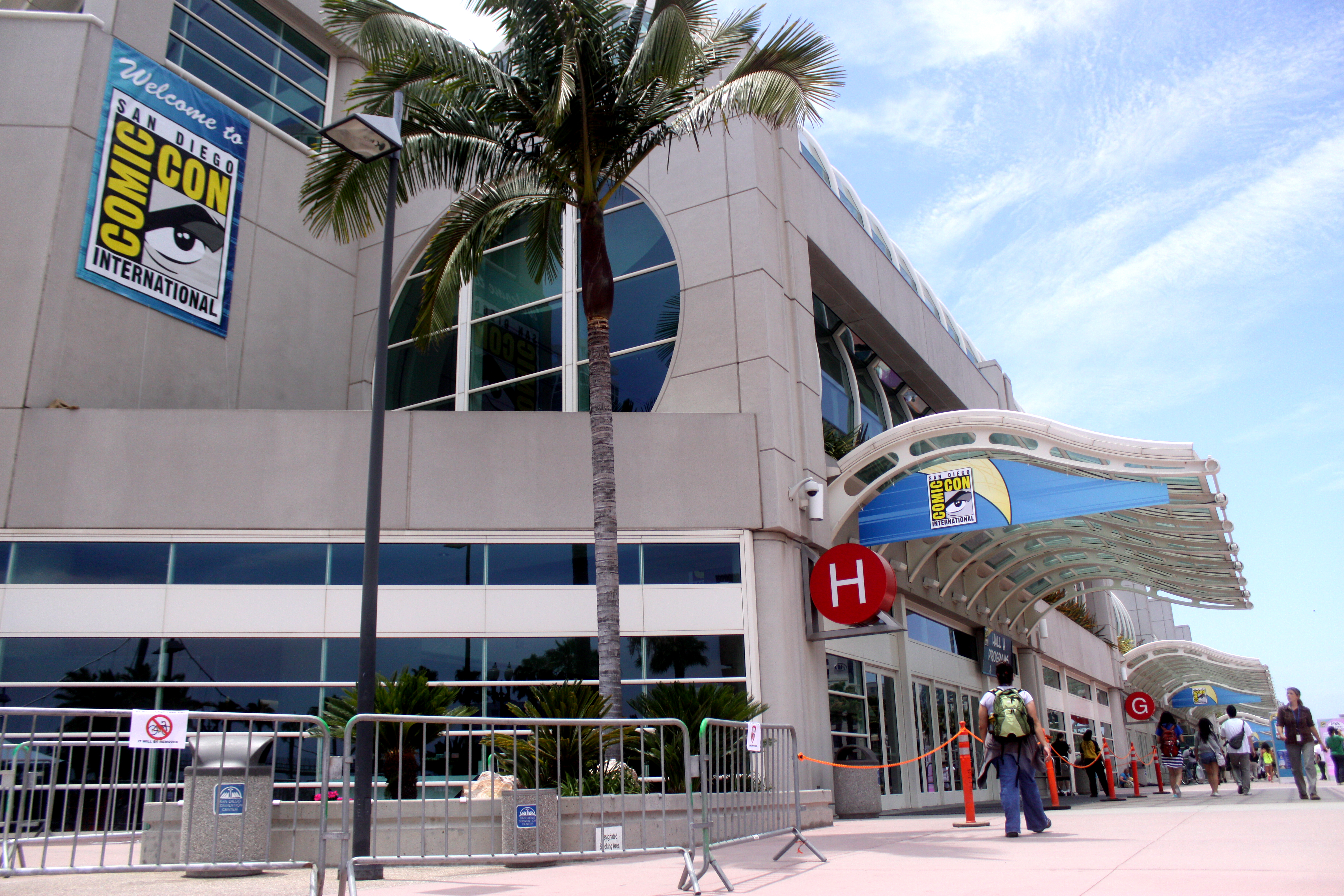
A rendezvény helyszíne a Comic-Con ideje alatt

Comic-Con International: San Diego (gyakran csak Comic-Con vagy San Diego Comic-Con), magyarul San Diegó-i Nemzetközi Képregény-találkozó egy évente, San Diego városában megrendezett rajongói találkozó. A rendezvény korábbi neve Golden State Comic Book Convention, majd San Diego Comic Book Convention volt. Az első találkozót 1970-ben rendezte Shel Dorf és egy csapat lelkes helyi rajongó. A hagyományosan négynapos találkozót (csütörtöktől vasárnapig) nyáron, a San Diego Convention Centerben rendezik meg. A Comic-Con International egyben a találkozót szervező nonprofit szervezet neve is.
A Comic-Con International további két San Franciscó-i rendezvénynek, a WonderCon-nak és az Alternative Press Expo-nak (APE) is a szervezője.
A kezdetben csupán a képregényfüzetekre korlátozódó rendezvény az évek során a popkultúra más területeit is egyre jobban bevonta a találkozóba. A találkozón mára a sci-fi, a fantasy, a horror műfajok, az anime, a manga, a gyűjtögetős kártyajátékok, a videójátékok, a filmek és a televízió széles skálája is képviselteti magát. A találkozó a maga nemében a legnagyobb a világon, ami 2007-ben több mint 125 000 látogatót fogadott.
1974-óta a találkozón minden évben kiosztják a Comic-Con saját díját, az Inkpot-díjat a meghívott vendégek között. A rendezvény emellett otthont ad a képregényszakma Eisner-díjának is.